# Crizal
Crizal est une marque de traitements pour verres ophtalmiques fabriqués par Essilor, le leader mondial dans la fabrication de verres. Ces traitements ont été créés afin de permettre une plus grande transparence aux verres et de repousser la pluie, en plus d'être antireflet, durci (limite les rayures) et résistant à la poussière.

## Technologie
La technologie Crizal a été développée en utilisant les innovations trouvées dans la micro-électronique, les télévisions à écran plat et dans l'industrie de la fibre optique. Le traitement Crizal est un traitement antireflets, résistant aux rayures, à la salissure et à la pluie.

### Technologie Antisalissure[2]
La couche anti-salissures Crizal a été développée en utilisant des polymères perfluorés qui ont été appliqués immédiatement après la dernière couche d’antireflet grâce à un procédé de dépôt sous vide. 

### Technologie Anti-Rayures[3]
La couche anti-rayure est assurée par un double-vernis qui introduit une couche qui absorbe les chocs.

## Produits Crizal

### 1993: Crizal
Le premier traitement Crizal était un antireflet, résistant aux rayures et antisalissure. 

### 2003: Crizal Alizé[4]
Le revêtement Crizal Alizé a marqué une l'amélioration en matière d’antisalissure et d’anti-poussière. Il contient une forte proportion de molécules perfluorées pour combler les fissures microscopiques sur la surface du verre, ce qui le rend beaucoup plus souple.

#### Crizal Alizé avec AST[2]
Le Crizal Alizé avec AST a été lancé en mars 2006 sur le marché canadien. Combiné à l’antisalissure et l’anti-poussière du Crizal original, la technologie AST d’Essilor a apporté une amélioration à l’antireflet.
La technologie AST a été développée en préparant la surface du verre avec un bombardement d'ions afin d'assurer une meilleure adhérence des molécules qui forment le revêtement antireflet. En utilisant ce processus, il est possible d'introduire une couche conductrice ultra-mince pour neutraliser les charges électrostatiques à la surface du verre afin de ne pas attirer les particules de poussière après le nettoyage.

### Crizal Alizé avec Scotchguard Protector
En 2008, Essilor of America (la filiale américaine d'Essilor International) a signé un accord de licence avec 3M pour une nouvelle génération de Crizal Alizé [6], appelé Crizal Avancé avec Scotchguard Protector. Ce nouveau traitement combine les propriétés antireflets, la durabilité et la facilité de nettoyage de Crizal Alizé avec la protection du Scotchgard Protector de 3M. 

### 2009: Forte Crizal[6]
Le traitement Crizal Forte introduit une nouvelle couche de traitement entre les couches anti-rayures et les couches antireflet pour améliorer la résistance aux rayures et maintenir une haute transmission de la lumière (99 %). Une nouvelle version améliorée de son antisalissure a aussi été ajoutée. 